# تیراندازی ۲۰۲۲ اسلو
تیراندازی ۲۰۲۲ اسلو حادثه تیراندازی که در سه مکان در شهر اسلو، پایتخت نروژ اتفاق افتاد و دو نفر کشته و ۲۱ نفر دیگر زخمی شدند که ۱۰ نفر از آنها به شدت مجروح شده‌اند. پلیس معتقد است این تیراندازی‌ها «اسلو پراید» را هدف قرار داده‌است. پلیس مرد مهاجر ایرانی-نروژی را که به جرم، اقدام به قتل و تروریسم متهم شده‌است، دستگیر کرد. به گفته یکی از شاهدان، هنگام تیراندازی فرد دستگیر شده فریاد الله اکبر سر داده‌است. پلیس بعداً تأیید کرد که از سال ۲۰۱۵ مظنون را می‌شناخت و گفت که او به افراط‌گرایی اسلامی تبدیل شده‌است. آنها همچنین گفتند که او «سابقه خشونت و تهدید» و همچنین مشکلات روانی داشته‌است. او به قتل، اقدام به قتل و تروریسم متهم شده است. بعد از حمله سال ۲۰۱۱ در اوتوئیا، این اولین حمله و تیراندازی با سلاح گرم در نروژ است.